# Cyklara gujańska
Cyklara gujańska (Cyclarhis gujanensis) – gatunek małego ptaka z rodziny wireonkowatych (Vireonidae).

## Występowanie
Cyklara gujańska żyje w Meksyku, Ameryce Centralnej i Południowej. Ptak ten zamieszkuje tereny wtórnie zarośnięte, a także skraje lasów tropikalnych oraz subtropikalnych.

## Systematyka
Wyróżniono ponad dwadzieścia gatunków C. gujanensis:
- C. gujanensis septentrionalis – wschodni Meksyk.
- C. gujanensis flaviventris – południowo-wschodni Meksyk (z wyjątkiem Jukatanu), Gwatemala i północny Honduras.
- C. gujanensis yucatanensis – Jukatan.
- C. gujanensis insularis – Cozumel.
- C. gujanensis nicaraguae – południowy Meksyk do Nikaragui.
- C. gujanensis subflavescens – Kostaryka i zachodnia Panama.
- C. gujanensis perrygoi – zachodnio-środkowa Panama.
- C. gujanensis flavens – wschodnia Panama.
- C. gujanensis coibae – wyspa Coiba.
- C. gujanensis cantica – północna i środkowa Kolumbia.
- C. gujanensis flavipectus – północno-wschodnia Wenezuela i Trynidad.
- C. gujanensis parva – północno-wschodnia Kolumbia i północna Wenezuela.
- cyklara gujańska[4] (C. gujanensis gujanensis) – wschodnia Kolumbia i południowa Wenezuela przez region Gujana do północno-wschodniej i środkowej Brazylii oraz wschodniego Peru.
- C. gujanensis cearensis –	wschodnia Brazylia.
- cyklara ochrogłowa[4] (C. gujanensis ochrocephala) – południowo-wschodnia Brazylia, Urugwaj, Paragwaj i północno-wschodnia Argentyna.
- cyklara zielonawa[4] (C. gujanensis viridis) – Paragwaj i północna Argentyna.
- cyklara żółtawa[4] (C. gujanensis virenticeps) – zachodni Ekwador i północno-zachodnie Peru.
- C. gujanensis contrerasi – południowo-wschodni Ekwador i północne Peru.
- C. gujanensis saturata – środkowe Peru.
- C. gujanensis pax – wschodnio-środkowa Boliwia.
- C. gujanensis dorsalis – środkowa Boliwia.
- C. gujanensis tarijae – południowo-wschodnia Boliwia i północno-zachodnia Argentyna.

## Ubarwienie
Cyklara gujańska ma głowę ubarwioną na popielatoszaro z brązowym wierzchem, oczy otoczone żółtą obwódką, grzbiet zielonożółty, natomiast brzuch biały z rdzawym nalotem.

## Pożywienie
Cyklara gujańska odżywia się dużymi owadami, nasionami oraz owocami.

## Rozród
Samica znosi średnio 3 jaja, które są wysiadywane na zmianę przez oboje rodziców przez okres ok. 12 dni.

## Status
IUCN uznaje cyklarę gujańską za gatunek najmniejszej troski (LC, Least Concern) nieprzerwanie od 1988 roku. Według szacunków organizacji Partners in Flight z 2008 roku, liczebność światowej populacji zawiera się w przedziale 5–50 milionów osobników. Trend liczebności populacji uznawany jest za wzrostowy.